# Mila (provins)

Milas provins i Algeriet

Mila (arabiska: ولاية ميلة) är en provins (wilaya) i nordöstra Algeriet. Provinsen har 768 419 invånare (2008). Mila är huvudort.

## Administrativ indelning
Provinsen är indelad i 13 distrikt (daïras) och 32 kommuner (baladiyahs).